# Laure Guiré
Laure Guiré est une actrice, conteuse et metteuse en scène burkinabè. Elle est la présidente de l’Association burkinabè des comédiens et comédiennes du cinéma (ABCC).

## Biographie

### Enfance et études
Laure Azoumi Guiré est une actrice burkinabè né le 19 octobre 1972 à Diapaga au Burkina Faso,. Elle fait des études en économie et obtient une Maitrise en économie agricole. Parallèlement à sa ses tournées, elle fait une formation en administration culturelle à l'Ecole Internationale de Théâtre du Benin en 2007, et obtient aussi une licence professionnelle en conception et mise en œuvre de projets culturels Marseille AIX en Provence en France.

### Carrière
Elle débute le théâtre en 1996, pendant ses années d'étude en économie. Elle se consacre pleinement au théâtre en 1998 et joue dans plusieurs pièces du professeur Jean Pierre Guingané. En 2001, elle est nommée par ce dernier comme Directrice de la radio communautaire et culturelle “Radio Gambidi”. Après avoir fait plusieurs scènes et tourné dans de nombreux films, elle est aujourd'hui la directrice artistique de la compagnie Nactar. Laure Guiré a aussi initié et coordonner des projets comme le projet Femme en création.

## Filmographie

### Séries
- L'As du lycée de Missa Hébié
- 2005 : Taxi brousse, série télévisée
- 2006 : Commissariat de Tampy, réalisé Missa Hébié[6]

### Longs métrages
- 2006 : L'Or de Younga, réalisé par Boubakar Diallo[7]
- 2006 : Le Monde est un ballet, mise en scène Issa Traoré de Brahim
- 2006 : Série noire à Koulbi, réalisé par Boubakar Diall
- 2006 : La Belle, la Brute et le Berger, réalisé par Boubakar Diallo[8]
- 2007 : Mogo puissant, réalisé par Boubakar Diallo[9]
- 2008 : Sam le Caïd, réalisé par Boubakar Diallo[10]
- 2011 : Julie et Roméo[11]
- Cellule 512 de Missa Hébié
- Madame l’ambassadrice de Augusta Palenfo
- Source de Zampaligré Derreck

### Théâtre
- 2017 : Solitude de Fani Carenco[12];
- 2013 : le triomphe de la médecine de Jules Romain;
- Je ne paie pas, une pièce de sensibilisation sur les impôts;
- Malo pilote, une pièce de sensibilisation sur l’excision;
- La parenthèse de Jean Pierre Guingané;
- Sang de Sony Labou Tansi jouée au FITMO et au Festival mondial de Monaco;
- On ne paie pas de darriés faux d’un auteur italien dont la mise en scène a été réalisé par Dany Kouyaté;
- Je soussigné cardiaque de Sony Labou Tansi créé avec le CITO, mise en scène par un Béninois Aliou Bine Dine;
- Le complexe de tenarté de José Pliya;
- Le médecin malgré lui de Molière;
- Qui a peur du loup de Christophe Pélé[13].

### Mise en scène
- 2013 : Le Charlatan

## Vie associative
Laure Guiré est la présidente de l’Association burkinabè des comédiens et comédiennes du cinéma (ABCC) fondé par feu Sotigui Kouyaté dans les années 80. Elle est également la présidente de l'Association Wéléni. Laure est membre du Comité artistique du CITO, de la Fédération nationale des professionnels des arts de la scène FN/Pro-scène. Membre de la Fédération nationale de cinéma et de l’audiovisuel (FNCA) et de la Fédération nationale de théâtre du Burkina (FENATHEB).

## Prix et distinctions
- 2016 : Lauréate d’Oscar du théâtre de Burkina mousso (BUMO)
- 2017 : Sotigui de la meilleure interprétation féminine burkinabè aux Sotigui awards[16]
- Chevalier de l’ordre du cinéma des arts, des lettres et de la communication